# Estelle Bennett

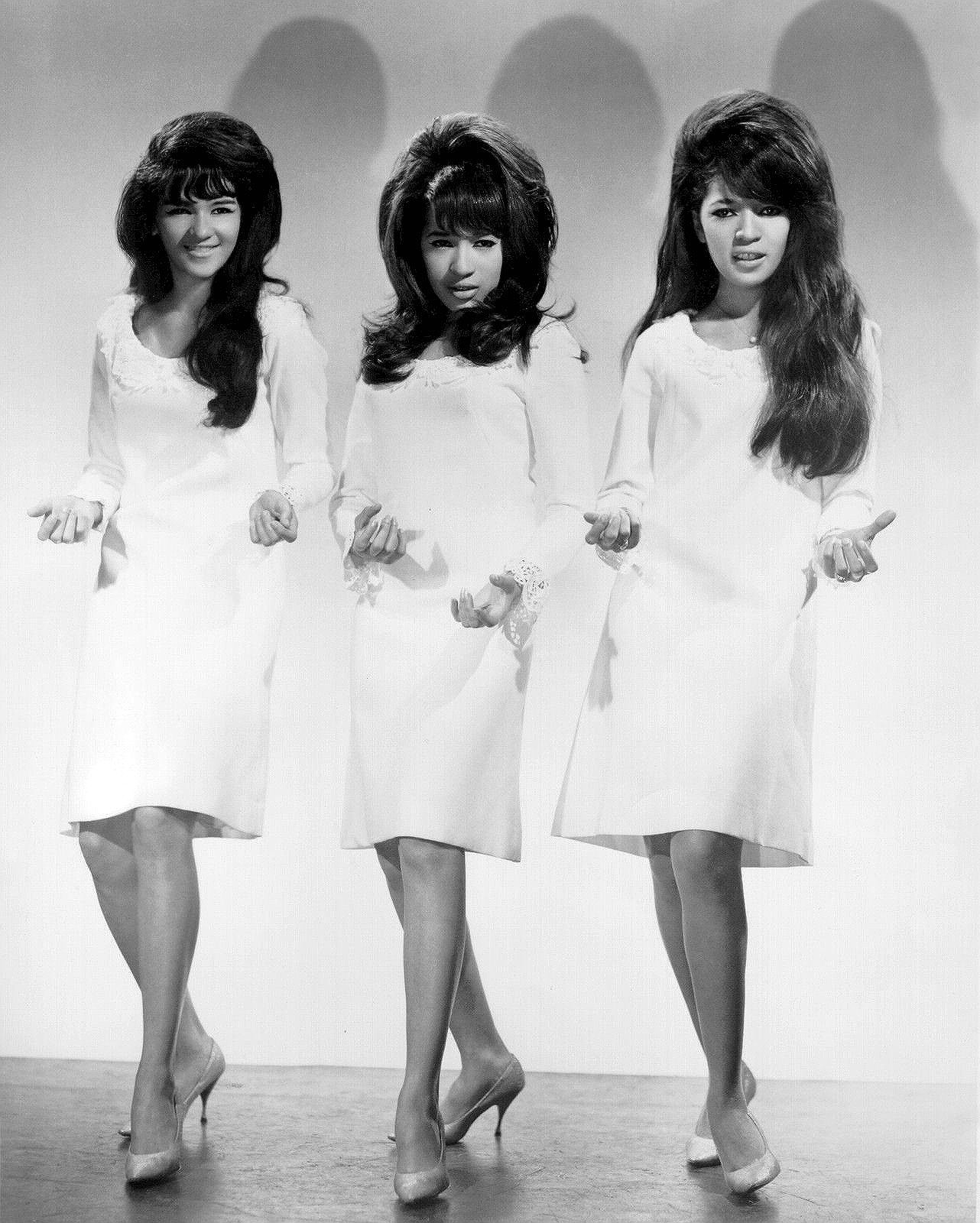
As Ronettes: Estelle Bennett (à direita)

Estelle Bennett (East Harlem, 22 de julho de 1941 – Englewood (Nova Jérsei), 11 de fevereiro de 2009) foi uma cantora estadunidense membro do girl group The Ronettes, juntamente com sua irmã, Veronica Ronnie Spector (o 'Ronnie' do nome da banda), e sua prima Nedra Talley.

## Carreira
Quando Bennett tinha 14 anos, ela, sua irmã Ronnie e sua prima Nedra Talley começaram a cantar juntas. Depois de uma série de tentativas sem sucesso, o trio se reinventou como as Ronettes. Contratado por Phil Spector, de 23 anos, Ronnie assumiu a liderança, com Estelle e Nedra como apoio.
Os Ronettes se separaram em 1966. Bennett gravou um single para a Laurie Records, "The Year 2000 / The Naked Boy".
Ela abandonou o negócio da música e raramente foi vista depois. Em 2007, quando o grupo foi introduzido no Rock and Roll Hall of Fame, decidiu-se que ela era muito frágil para tocar com eles. Ela pronunciou duas frases breves durante seu discurso de aceitação: "Eu só gostaria de dizer, muito obrigada por nos dar este prêmio. Eu sou Estelle das Ronettes, obrigada". Ela, entretanto, voltou ao palco para uma reverência final com o resto das Ronettes após a apresentação de "Be My Baby".

## Vida pessoal e morte
Bennett morreu de câncer de cólon, aos 67 anos, em Englewood, New Jersey. Seu corpo foi descoberto em 11 de fevereiro de 2009.